# Cynthia Quennehen
Cynthia Quennehen, née le 1er novembre 1982, est une joueuse de pétanque française. 

## Biographie
Elle est droitière et se positionne en tireuse.

## Clubs
- ?-? : Cochonet Havrais Renouveau (Seine-Maritime)
- ?-? : HAC Boule Océane (Seine-Maritime)
- ?-? : Pétanque Bron Terraillon (Rhône)
- ?-? : AAS Fresnes (Val-de-Marne)
- ?-? : Damville (Eure)
- ?-? : Star Master's Barbizon (Seine-et-Marne)
- ?-? : Paris Auteuil (Paris)
- ?-? : Cochonet Havrais (Seine-Maritime)
- ?- : Club Bouliste Grainvillais (Seine-Maritime)

## Palmarès[1]

### Jeunes
Championne de France
- Triplette Cadets 1996 (avec Mickaël Belhache et Cédric Le Foll) : Gronfreville / Le Havre (Non homogène)

### Séniors

#### Championnats du Monde
Troisième
- Tir de précision 2002 [2]

#### Jeux mondiaux
Vainqueur
- Triplette 2005 (avec Ingrid d'Introno et Chantal Salaris) :  Équipe de France

#### Championnats d'Europe
Championne d'Europe
- Triplette 2001 (avec Florence Schopp, Angélique Colombet et Ranya Kouadri) :  Équipe de France
- Tir de précision 2003
- Triplette 2005 (avec Evelyne Lozano, Angélique Colombet et Marie-Christine Virebayre) :  Équipe de France

Finaliste
- Triplette 2003 (avec Angélique Colombet, Chantal Salaris et Florence Schopp) :  Équipe de France

#### Championnats de France
Championne de France
- Doublette 2003 (avec Evelyne Lozano) : HAC Boule Océane
- Triplette 2005 (avec Sandra Monteiro et Ranya Kouadri) : Pétanque Bron Terraillon

Finaliste
- Triplette 2006 (avec Sandra Monteiro et Ranya Kouadri) : Pétanque Bron Terraillon

#### Mondial La Marseillaise
Finaliste
- 2009 (avec Sandrine Herlem et Ludivine Lovet)

#### Millau

##### Mondial à pétanque de Millau (2003-2015)
Vainqueur
- Doublette 2003 (avec Ranya Kouadri)